# Cohesie (natuurkunde)
Cohesie (van het Latijnse voorvoegsel co(n) = samen en haerere = blijven steken) is de onderlinge aantrekkingskracht tussen moleculen van eenzelfde stof in vaste, vloeibare of gasvorm. Tussen de moleculen zijn vanderwaalskrachten werkzaam, waarbij moleculen elkaar aantrekken. De sterkte van de cohesieve vanderwaalskrachten, ofwel de onderlinge aantrekkingskrachten tussen de moleculen van een gegeven stof, zijn bepalend voor de aggregatietoestand van die stof bij gegeven temperatuur (bijvoorbeeld bij kamertemperatuur). Bij de faseovergang van vaste stof naar vloeistof worden de vanderwaalskrachten (en daarmee de cohesie) minder; een vloeistof, buiten een vat, vervloeit. Een willekeurig vloeistofdruppeltje bevat echter altijd nog miljoenen moleculen. Binnen een gas is geen sprake van vanderwaalskrachten: slechts een gesloten ruimte kan gasmoleculen bij elkaar houden.
Wanneer, in het geval van een vloeistof in een capillair, de som van de onderlinge aantrekkingskrachten ('cohesie') tussen de vloeistofmoleculen groter is dan de som van de aantrekkingskrachten ('adhesie') tussen de moleculen van capillair en vloeistof, zal de meniscus bol zijn en de vloeistof omlaag worden gedrukt. Wanneer de resulterende cohesieve (vanderwaals)kracht kleiner is dan de resulterende adhesieve (vanderwaals)kracht zal in een capillair de meniscus hol zijn en de vloeistof omhoog worden getrokken.
Een vaak voorkomend verschijnsel met het samenspel van cohesie en adhesie is een druppel aan een kraan. Cohesie zorgt ervoor dat de druppel een bolvorm aanneemt en adhesie dat de druppel aan de kraan blijft hangen.
Watermoleculen worden, behalve door vanderwaalskrachten, ook bij elkaar gehouden door waterstofbruggen. Water heeft daardoor een relatief hoog smelt- en kookpunt.